# Décès en février 1955
Décès
- 1951
- 1952
- 1953
- 1954
- 1955
- 1956
- 1957
- 1958
- 1959

Pour une information complémentaire, voir la page d'aide.

| Date      | Nom                | Pays                 | Activités           | Âge | Source |
| --------- | ------------------ | -------------------- | ------------------- | --- | ------ |
| 1 février | Paul-Émile Bigeard | Drapeau de la France | Sculpteur français. | 69  |        |